# 1444

## Esdeveniments
Països Catalans
Resta del món
- 10 de novembre: Batalla de Varna, l'Imperi otomà sota el comandament del sultà Murat II derrota els exèrcits polonès i hongarès sota el comandament de Ladislau I d'Hongria i Joan Hunyadi.
- Els portuguesos arriben a Guinea.
- Primera menció dels cosacs a Rússia.[1]
- Publicació de Laberinto de fortuna, de Juan de Mena.
- S'obre el primer mercat d'esclaus a Lagos.[2]

## Naixements
Països Catalans
- Barcelona: Lluís Desplà i d'Oms, 44è president de la Generalitat de Catalunya.
- Gastó III de Castellbò, infant de Navarra i príncep de Viana.
- Pino III Ordelaffi, Senyor de Forlì.
- Urbino: Bramante, arquitecte del Renaixement.
- Fermo, Estats Pontificis: Galeàs Maria Sforza, duc de Milà entre 1466 i 1476.
- Sagunt, Regne de València: Lluís Mercader, religiós cartoixà, inquisidor general al Regne d'Aragó.

## Necrològiques
Països Catalans
Resta del món
- 26 d'abril - Tournai: Robert Campin, pintor pertanyent a l'estil flamenc de la pintura gòtica.
- 20 de maig, L'Aquila: Bernadí de Siena, frare franciscà, considerat el més gran orador del seu temps. És venerat per l'Església Catòlica com a sant; la seva festivitat se celebra el dia de la seva mort.
- 10 de novembre: Ladislau de Varna, rei de Polònia mort en la batalla de Varna.
- Oddo Antonio II Montefeltro, Comte de Montefeltro i Duc d'Urbino.
- Florència: Leonardo Bruni o Aretino, humanista, historiador i polític italià.